# Daniel Defoe
Daniel Defoe (Londres, 1660 – Londres, 24 de abril de 1731) foi um escritor e jornalista inglês, famoso pelo seu livro Robinson Crusoé.

## Biografia
Nasceu em Londres, provavelmente na paróquia de St. Giles Cripplegate. Foi aluno de Charles Morton cujo estilo, juntamente com John Bunyan e da oratória da época, poderá tê-lo influenciado construtivamente. Depois de acabados os estudos, tornou-se comerciante, embora a sua tendência para a especulação não tenha favorecido essa carreira. Escreveu panfletos famosos, muitos deles favoráveis a Guilherme III. Fundou e incrementou o jornal periódico The Review quase sozinho, desenvolvendo um trabalho que viria a favorecer a afirmação dos famosos The Tatler e The Spectator.
Contudo, foi graças a Robinson Crusoe, de 1719, que ficou famoso. Os críticos consideram que a forma moderna do romance nasceu como um texto narrativo, que, partindo das memórias de alguns viajantes, nomeadamente do marinheiro escocês Alexander Selkirk, configura um relato cuja verdade depende sobretudo da acumulação de pormenores concretos.
Neste romance narra-se a história do único sobrevivente de um naufrágio que o isola numa ilha aparentemente deserta. Assim se figura o percurso de uma personagem que, tudo fazendo para conservar os valores da sua humanidade básica, afirmando-os sobre uma natureza hostil e frequentemente incompreensível, acaba por ser adaptada pela história das ideias como um arquétipo dessa condição.
Em Moll Flanders de 1722, continuou a problematizar narrativamente os percursos de personagens solitárias e em crise. Uma outra obra significativa é A Journal of the Plague Year, também de 1722, na qual constrói um relato de uma epidemia de peste com admirável e original realismo.
Quando estava na Escócia, em 1723, escreveu um relato romanceando as aventuras do jacobita fora da lei Rob Roy MacGregor, num artigo intitulado "Highland Rogue", o que fez este rapidamente passar a ser uma lenda e um herói para os clãs locais, o que veio atrapalhar muito a política protestante e da união da Grã-Bretanha não tivesse ele sido rapidamente amnistiado.
Morreu em 21 de abril de 1731. Encontra-se sepultado no Bunhill Fields.

## Obras
Algumas das suas obras:
- The True-born Englishman (1701)
- The History of the Kentish Petition (1701)
- The Shortest Way with the Dissenters (1702)
- Hymn to pilori (1703)
- History of the Union (1709)
- The Family Instructor (1715)
- Robinson Crusoé (1719)
- Memoirs of a Cavalier, (1720)
- Captain Singleton (1720)
- A vida amorosa de Moll Flanders - no original Moll Flanders (1722)
- A Journal of the Plague Year (1722) - Um Diário do Ano da Peste
- Colonel Jack (1722)
- Roxana (1724)
- A tour thro' the whole island of Great Britain (1724-1727)
- A General History of the Pirates (1724-1728)
- The Complete English Tradesman (1725-1727)